# Genu recurvatum
Genu recurvatum, česky pokřivené koleno, zakřivené koleno, otočené koleno nebo jen křivé koleno, je vzácná patologická deformita kolenního kloubu (articulatio genus). Je charakteristická tím, že se koleno ohýbá opačným směrem než je pro člověka obvyklé. Může mít různé stupně závažnosti.

## Bližší popis
Etiologicky bývá nemoc Genu recurvatum spojena s různými formami křivice, ale častěji se objevuje při poruchách epifyzární chrupavky způsobené záněty, poliomyelitidou, úrazy, vrozenými deformitami tvaru a pojiva kloubů apod. Je definovaná jako hyperextenze kolenního kloubu s obvyklým omezením jeho flexe, tj. když bérec a stehno svírají dopředu otevřený úhel. Dosti častý je i současný výskyt s jinými vrozenými vadami pohybového aparátu, např. dysplazie kyčelního kloubu, špatné postavení nohy pod kotníkem aj. Diagnostika je primárně založena na somatologickém nálezu a pak následném využití zobrazovacích metod (rtg. atp.).

### Léčba
Léčbě (tj. v managementu nemoci) převažuje konzervativní přístup, ale většina pacientů potřebuje dispenzární péči:
- Lehké vady, kdy není podstatným způsobem narušena stabilita dolní končetiny, obvykle není třeba léčit.
- Malé nebo větší vady, např. u novorozenců se řeší sádrováním a podle potřeby a progrese také někdy i chirurgicky.
- Těžší případy – chirurgickým úkonem osteotomií a operací okolních tkání se používá pokud je narušena stabilita končetiny.

### Známé osobnosti s touto nemocí
Asi nejznáměsší osobností s touto nemocí byla „Velbloudí dívka“ Ella Harper (1870–1921).

## Galerie

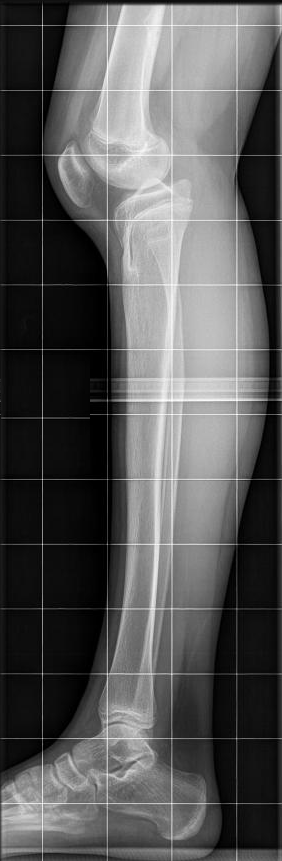
Rtg. snímek
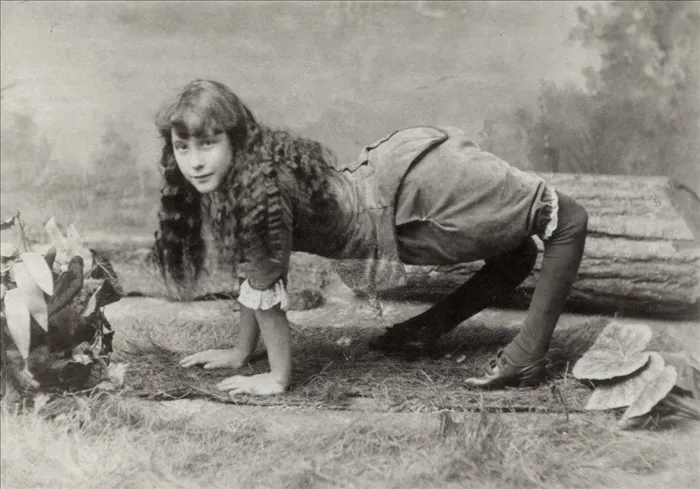
Ella Harper
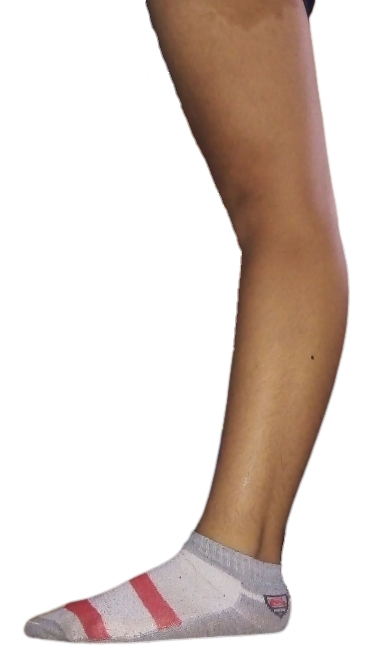
Genu Recurvatum